# Edades de oro de la televisión en Estados Unidos
Las edades de oro de la televisión, también llamadas edades de oro de las series, son los periodos en los que se alcanzó el estándar de “Televisión de Calidad”, que según los teóricos, consta de una mayor involucración en las producciones, creativa, económica, literaria. Esto resulta en series dirigidas principalmente a un público culto y que secundariamente atrae a las masas.

## Televisión de Calidad
«Televisión de Calidad» es la designación de un modelo o estilo de programación en el que se generan productos televisivos -especialmente ficciones- de calidad. El término puede llevar a equívoco ya que no se trata de la calidad en el producto final, sino del esmero en su producción. En las tres Edades de Oro de la Televisión Americana, se alcanzó este estándar.
Thompson listó 12 criterios de la Televisión de Calidad que se aplicaban a la segunda edad. A pesar de resultar útil en su concepción, posteriormente admitió que la lista había quedado obsoleta: “hace doce años, define la Televisión de Calidad con una lista de doce características: ahora encuentro muchos programas en emisión que exhiben las doce características, pero siguen sin ser demasiado buenos. Incluso he visto programación innovadora- la primera temporada de Survivor, por ejemplo- que se resiste agresivamente a la categorización de Televisión de calidad." 
Los principios de calidad televisiva eran:
1. La Televisión de Calidad “No es televisión normal”. Es contenido que destaca y aporta ideas que transforman el medio o bien nuevas narrativas.
2. Los creadores tienen independencia creativa y están desligados del network. Un director con renombre no encaja bien en la Televisión de Calidad, porque ha interiorizado las fórmulas ganadoras. En cambio, autores de filmes artísticos y menos comerciales sirven a la experimentación con el medio.
3. La televisión de calidad atrae a las clases altas, y en especial a la élite urbana joven educada.
4. Si la serie no cala, deberá luchar noblemente contra las leyes del beneficio y el poco aprecio de la audiencia. Se sirve una lucha entre arte y comercio, en el que la supervivencia de la serie es lo que se valora.
5. Tiende a tener un elenco extenso que da lugar a muchas tramas y puntos de vista.
6. Tiene memoria, autorreferencia episodios anteriores y muestra una evolución de las tramas y personajes.
7. Mezcla géneros. Integra elementos de comedia y tragedia.
8. Es más literaria. Los guiones están bien tratados.
9. Es autoconsciente, haciendo referencias metatextuales sobre el medio y alusiones a cultura popular y la alta cultura. Así defiende que entiende que hay formas de televisión de mala calidad y se posiciona por encima de estas.
10. Los tópicos que trata generan controversia. Se suele adoptar una postura liberal frente éstos, puesto que la televisión de calidad ya busca progreso en el medio.
11. Aspira al realismo.
12. Las series que reúnen estas características son aclamadas por la crítica y entran en los clásicos.

Robert J. Thompson, entre reflexiones posteriores, arguyó que las series de calidad ya no son “la oferta especializada del medio”; que la estética cuidada se ha extendido como un virus. La Televisión de Calidad se ha vuelto una superfórmula a través de la cual se está buscando el envasado masivo de contenido en líneas genéricas, un cambio comparable a la adaptación de la televisión al color.

## Primera Edad de Oro(años 40-años 60): Sound System
La televisión se compone de antologías dramáticas, concursos, programas cómicos y de variedades. Estas antologías eran episodios independientes de una hora grabados en plató, en directo o prefilmados. Estos productos tuvieron grandes influencias del teatro y la radio, con una estética teatral y costes altos. Después de la Segunda Guerra Mundial, poco a poco la lógica capitalista se extendió en las networks y las producciones baratas y estereptipadas de los estudios de Los Ángeles desbancaron la calidad de aquellas Alfred Hitchcock Presents o The Twilight Zone, muy influidas por el Studio System. Se considera terminada con la aparición del cuárduplex, aunque la última manifestación de esta son los últimos programas de  Playhouse 90 en 1961.

## Segunda Edad de Oro

### Antecedentes a la segunda edad: La Programación menos objeccionable
El periodo entre edades se puede comprender desde la lógica comercial del Least Objectionable Programming, estrategia desarrollada por el analista de audiencias de la NBC Paul L. Klein. Klein dice que si la televisión americana tiene tres cadenas: CBS, NBC y ABC, a la NBC le pertoca un 32% de la audiencia a partir del cual su trabajo es hacer que no baje.
En los sesenta, antes de la popularización del control remoto, la televisión se consumía como medio, no se miraba el contenido en sí. Los espectadores decidían “mirar la televisión” y cambiaban de canal, hasta encontrar no lo que más les satisfacía, sino hasta quedarse con lo que menos les disgustaba. La televisión es raramente satisfactoria. El espectador apagará la televisión cuando no encuentre nada lo suficiente tolerable o sin otras objeciones. Comúnmente la audiencia ha manifestado haber visto programas inaguantables o aburridos solo porque no había nada menos intolerable. Así, la televisión acaba siguiendo una estructura cerrada y acomodada para no disturbar la audiencia.
En los ochenta, las cadenas empezaron a ofrecer canales especializados (ESPN, Nickelodeon, MTV) por lo que el público ya no tenía que ver lo que "menos le disgustaba", inutilizando la regla de los tercios de audiencia.

### Segunda Edad de Oro (años 70-años 90): Televisión para la clase alta primero
A finales de los sesenta, la metodología del análisis de audiencias evolucionó para revelar que no todos los espectadores valían lo mismo, sino que hay espectadores más deseables publicitariamente. Por eso las cadenas sacarían más beneficios de apuntar al espectador adinerado, para quién gastarse el dinero en los productos anunciados es más fácil.  Estos espectadores tienen puestos de trabajo más elevados respecto mayor es su nivel cultural. En la segunda edad de oro predominaban las películas de tipo sociológico y de ficción, también podemos destacar la sección de series cómicas.
Dallas (1978-1991, CBS), Knots Landing (1979-1993, CBS), Dynasty (1981-1989) o Falcon Crest (1981-1990, CBS), eran historias sobre sagas familiares privilegiadas con grandes empresas que versaban sobre el poder y las intrigas familiares. Eran un cebo para la alta sociedad.
La CBS renunció a su audiencia de clase media y baja para conseguir un cambio de mercado en visión a los nuevos estudios. Había programas que se habían mantenido en parrilla durante años, que se habían ganado los sectores populares pero que eran considerados pasados de moda y de poco prestigio cultural así que fueron cancelados. Además, no interesaba al público culto adinerado y por último ahuyentaba a las marcas que buscaban un público especializado. De este modo redujo su nicho de audiencias pero lo rentabilizó. También aumentó los valores de producción por la creencia de que los espectadores de clase alta son atraídos por la calidad, sobre todo si esta se diferencia a la de otras series. Se le puso más atención al casting de actores, descubriendo nuevas estrellas o incluso tomando actores de renombre.
Para la serie  The Mary Tyler Moore Show, la actriz creó una productora independiente de la CBS,  MTM, para asegurar la libertad creativa. La MTM y la CBS pusieron mucho reparo en un guion consistente y de muchas líneas narrativas en una historia coral.
Tras la adquisición del nuevo paradigma en All in the Family, la CBS descubrió también que cuando un producto ganaba un prestigio cultural, primero lo verían las élites culturales y económicas, pero luego se le sumaría el sector popular.
La MTM siguió estableciendo estándares de calidad en ficción. El mayor exponente fue Hill Street Blues, encargada por la NBC a la productora MTM, que ganó ocho Emmies de veintiún nominaciones. 
Se potenció la faceta artística y vanguardista de las series, esperando generar obras de culto que la minoría culta quisiera ver. En 1990 se estrenó Twin Peaks, dándole total libertad artística a David Lynch durante la primera temporada. Esta etapa se considera cerrada con la cancelación de Twin Peaks en 1991.

## Tercera Edad de Oro (años 90-años 2000): Calidad en la Televisión por Cable
La cadena por cable HBO, conocida por las retransmisiones de los grandes eventos deportivos, empezó a producir su propia ficción y decidió ser ambiciosa. Los canales por cable no ganan dinero a través de publicidad, si no a través de la suscripción al propio canal, por parte de gente adulta que se lo puede permitir. De este modo podía arriesgarse con el contenido violento y sexualmente explícito. Oz fue de las primeras series en traspasar líneas morales y hacer al espectador sentirse incómodo al verse enfrentado con ellas. Asentó bases en dureza, lenguaje explícito y también en calidad. Los Soprano fue la demostración definitiva de creatividad, casting, realismo... En la televisión por suscripción se siguió ese modelo con Six Feet Under, y después con The Wire. Desde entonces todas siguen el estándar establecido en los setenta por MTM. En general, la televisión por cable tiene menos restricciones morales.
Las networks tradicionales, aun así, se centraron entre otras cosas a seguir ofreciendo calidad, aunque a un riesgo más bajo. La aparición del DVD y la posibilidad de revender el material emitido, hizo que las cadenas pusieran emfasis en las tramas para que fueran lo suficientemente complejas para querer revisionarlas.
En cuanto al campo de la animación estadounidense destacó el esteticismo de las series animadas del renacimiento de la animación durante los años 90, la cual, ya se insinuaba desde finales de la Segunda Edad de Oro de la televisión. Kirk Hamilton, de Kotaku, dijo que Avatar: la leyenda de Aang debería considerarse parte de este período de la televisión, debido a ser una de las pocas series animadas artísticamente atractivas tanto en animación como en trama en la actualidad. 
Suele considerarse el fin de este período alrededor del 2009. Destacando la sobreproducción masiva de series televisivas estadounidenses posteriores a los años 2000, la popularidad de plataformas en línea como Netflix o la superioridad en trama de series televisivas extranjeras. 